# Izaak Zabłudowski
Izaak Zabłudowski (hebr. איטשע זלאבודאווסקי, ur. data nieznana w Zabłudowie, zm. w 1865 w Białymstoku) – białostocki Żyd, kupiec i filantrop.

## Życiorys
W 1834 roku ufundował synagogę Chorszul, która znajdowała się przy dzisiejszej ul. Białówny. W 1862 podarował gminie żydowskiej plac z domem, w którym dziesięć lat później otwarto Szpital Żydowski (nazwany jego imieniem) przy ul. Warszawskiej 15. Szpital później rozbudowano, współcześnie znajduje się tam szpital ginekologiczno-położniczy. W 1864 roku do rodziny Zabłudowskich należało 9 spośród najlepszych domów w mieście, m.in. kamienica Pod Łosiem (późniejsza Resursa Obywatelska) i kamienica dworska, w której obecnie mieści się restauracja Astoria, której nazwa wywodzi się od słowa „austeria” (z wł. „osteria”), czyli karczma, zajazd.
Budynki należące do Izaaka Zabłudowskiego i ufundowane przez niego stanowią jedne z punktów otwartego w czerwcu 2008 r. Szlaku Dziedzictwa Żydowskiego w Białymstoku opracowanego przez grupę doktorantów i studentów UwB – wolontariuszy Fundacji Uniwersytetu w Białymstoku.